# Cemprón
Cemprón es una entidad de población española del municipio de San Pedro de Rozados, perteneciente a la provincia de Salamanca, en la comunidad autónoma de Castilla y León.

## Toponimia
El lugar puede aparecer referido como «Cemprón» y «Zemprón».

## Historia
Hacia mediados del siglo XIX, el lugar pertenecía a Bernoy, en el término de San Pedro de Rozados. Aparece descrito en el sexto volumen del Diccionario geográfico-estadístico-histórico de España y sus posesiones de Ultramar de Pascual Madoz con las siguientes palabras:

CEMPRON (antes ZEMPRON): desp. en el térm. de Bernoy (V.) agregado al ayunt. y parr. de San Pedro de Rozados, en la prov., part. jud. y dióc. de Salamanca (4 1/2 leg.). Confina al E. con Bernoy, al que está agregado, cuyos dos pueblos suman copulativamente en todos los actos oficiales; E. con el de Esteban, Isidro y Arguijo; N. con Aldealgordo, y S. Carrascal del Asno. Su principal prod. consiste en pastos que se hallan en diversos valles, prados y rodejones, y en monte de encinal y carrasco, que ocupa unas 680 fan. de terreno.
(Madoz, 1847, p. 306)

En 2022, tenía empadronado un único habitante.